# LocoRoco
LocoRoco (ロコロコ?, Rokoroko) è un videogioco giapponese uscito nel 2006 per PlayStation Portable (PSP). Sviluppato e pubblicato da Sony Computer Entertainment e ideato da Kazuhito Miyaki e disegnato da Tsutomu Kouno, LocoRoco è presto diventato il cavallo di battaglia della PSP ed è stato usato per diversi spot pubblicitari Sony in Giappone. Nel gioco, il giocatore deve guidare un piccolo personaggio colorato tondo fatto di una sostanza gelatinosa, facendolo rotolare e saltare per tutti i mondi disponibili. Nel 2008 è uscito il sequel LocoRoco 2. Nello stesso anno, LocoRoco è stato reso disponibile per il download a pagamento dal PlayStation Store.

## Trama
I LocoRoco e i loro amici, i Mui Mui, vivono in pace in un pianeta lontano, aiutando a crescere la vegetazione e badando alla natura, in modo da rendere il pianeta un posto piacevole in cui vivere. Quando i malvagi Moja si impadroniscono del pianeta, i LocoRoco non sanno come combattere questi invasori. Il giocatore così prende il ruolo del "pianeta" capace di inclinarsi a destra e sinistra, in modo da far rotolare e lanciare i LocoRoco per sconfiggere i Moja e salvare il mondo in cui vivono. Il giocatore incontrerà anche diversi personaggi lungo la via, alcuni dei quali sconosciuti all'inizio della partita. Il giocatore deve scoprire come interagire con questi personaggi, e scoprire cosa sanno, determinando se considerarli amici o rivali. I Mui Mui possono essere ritrovati in aree segrete durante il gioco.

## Modalità di gioco
Il giocatore controlla il pianeta per far muovere i LocoRoco. Il giocatore può anche dividere LocoRoco più grandi in singoli LocoRoco per farli passare attraverso passaggi più stretti, e poi ricombinarli in un unico esemplare. Ci sono 5 mondi da risolvere, ognuno dei quali ha 8 livelli (per un totale di 40).
L'obiettivo di ogni livello è quello di trovare e mangiare più bacche possibili per aumentare la grandezza dei LocoRoco, per un massimo di 20 unità. Ci sono anche "Pickories" e "Mui Mui" da trovare. I "Pickories" vengono usati per giocare ai minigiochi Mui Mui Crane e Chuppa Chuppa, mentre i "Mui Mui" sbloccano altri minigiochi e musiche per la Loco House. Il giocatore deve anche essere attento nell'evitare nemici, principalmente "Burrs" (ostacoli appuntiti) e "Moja", che possono causare la perdita o persino la morte se vengono uccisi tutti i LocoRoco.
Molti sono i minigiochi inclusi.